# Bing Crosby
Harry Lillis (Bing) Crosby, Jr. (Tacoma (Washington), 3 mei 1903 – Alcobendas, Madrid, 14 oktober 1977) was een populaire Amerikaanse zanger en acteur.
Crosby's grootste hit is zijn opname van het door Irving Berlin gecomponeerde lied White Christmas. Deze plaat bracht hij verschillende malen uit en is de meest verkochte aller tijden.

## Vroege jaren
Bing Crosby groeide op met Al Rinker, de jongere broer van de zangeres Mildred Bailey. Crosby en Rinker hebben gebruikgemaakt van Baileys verbindingen in de muziekwereld en na afloop van hun schooltijd werden zij dan ook lid van Paul Whitemans Rhythm Boys. Crosby bezocht een jezuïetencollege en studeerde rechten. Terwijl hij met collega's op zakenreis was, zong hij in bars en verklaarde dat hij hiermee veel meer verdiende dan in zijn baan als advocaat. Hierop besloot hij zijn carrière als advocaat voor altijd op te geven en zich uitsluitend op zijn zangcarrière te storten.

## Successen
Zijn grootste hit was zijn versie van Irving Berlins song "White Christmas", een van de grootste verkoopsuccessen aller tijden en na Candle in the Wind van Elton John op nummer 2 in de eeuwige bestsellerlijst. Crosby won 21 keer goud, bijvoorbeeld voor "I'll Be Home for Christmas", "Too-Ra-Lo-Ra-Loo-Ral" en "Swinging on a Star". Hij speelde ook in tal van films in de jaren 1930 tot 1960. In 1956 kreeg het door Cole Porter gecomponeerde, samen met Grace Kelly gezongen liefdesduet "True Love" uit de film "High Society" een Oscarnominatie en werd een evergreen.

## Bandrecorder
In 1945 werd een Duitse bandrecorder van AEG in onderdelen naar de VS gebracht en door Ampex verder ontwikkeld.
Bing Crosby financierde dit project, omdat hij in de bandrecorder grote voordelen zag voor geluidsregistratie.

## Privéleven
Crosby is twee keer getrouwd geweest. In 1930 trouwde hij met actrice en danseres Dixie Lee, met wie hij vier zonen kreeg: Gary, Dennis en Philip (een tweeling) en Lindsay. Lee overleed aan eierstokkanker in 1952. Aangezien zijn tweede vrouw, de actrice Kathryn Grant, aanzienlijk jonger was dan Crosby, had hij ook nog op latere leeftijd kinderen. Zijn kinderen uit beide huwelijken behoorden daarom tot verschillende generaties. Na het overlijden van Bing Crosby schreef zijn oudste zoon uit het eerste huwelijk, Gary, een omstreden biografie, waarin hij zijn vader als autocratisch beschrijft. Twee van Crosby's kinderen, Lindsay en Dennis, pleegden zelfmoord. De actrices Mary Crosby en Denise Crosby zijn respectievelijk een dochter en een kleindochter van Bing Crosby.
Bing Crosby – een fanatiek golfer – stierf in 1977 na een rondje golf (dat hij won) in Spanje: hij was ingestort vanwege een zware hartkwaal. Hij werd op de begraafplaats Holy Cross in Culver City, Californië begraven. Crosby had vlak voordat hij naar Spanje vloog nog in Groot-Brittannië zijn laatste concerten, zijn laatste album en een tv-special  (waarin hij een duet met David Bowie zong) opgenomen.
Enige onzekerheid bestaat er nog steeds over de geboorteplaats en het geboortejaar van Bing Crosby. De meeste bronnen geven het geboortejaar met 1903 aan, maar op zijn grafsteen staat – op aanwijzing van zijn familie – als geboortejaar het jaartal 1904. 
In erkenning voor zijn inzet voor de golfsport werd Crosby een jaar later, in 1978, postuum in de World Golf Hall of Fame opgenomen.

## Discografie

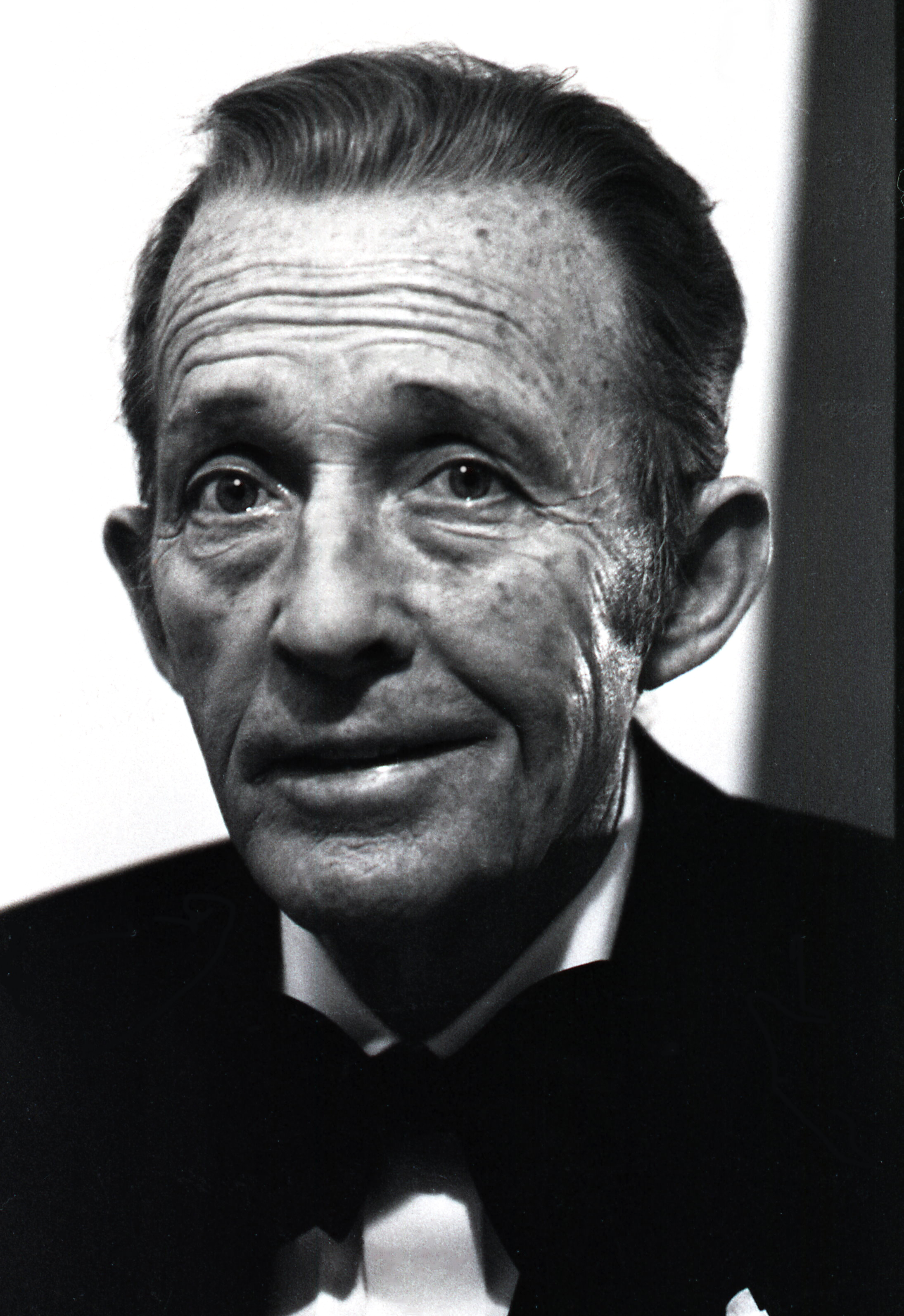
Bing Crosby in 1977

Zie Discografie van Bing Crosby.

## Filmografie
- The King of Jazz (1930)
- The Big Broadcast (1932)
- Mississippi (1935)
- Rhythm on the Range (1936)
- Rhythm on the River (1940)
- Birth of the Blues (1941)
- Holiday Inn (1942)
- Going My Way (Crosby won een Academy Award for Best Actor) (1944)
- The Bells of St. Mary's (1945)
- Blue Skies (1946)
- A Connecticut Yankee in King Arthur's Court (1949)
- The Adventures of Ichadod and Mr. Toad (1949)
- White Christmas (1954) (met Danny Kaye)
- High Society (1956) (met Frank Sinatra en Louis Armstrong)
- The Country Girl (1956)
- Komedie "Road" films, met Bob Hope en Dorothy Lamour, waaronder:
  - Road to Singapore (1940)
  - Road to Zanzibar (1941)
  - Road to Morocco (1942)
  - Road to Utopia (1946)
  - Road to Rio (1948)
  - Road to Bali (1952)
  - Road to Hongkong (1962) (zonder Dorothy Lamour)
- Robin and the 7 Hoods (1964) (met Frank Sinatra, Dean Martin, Sammy Davis Jr. en anderen)